# Lorne Michaels
Lorne David Lipowitz, CM (Toronto, 17 de novembro de 1944) é um escritor, humorista e produtor de televisão canadense, vencedor de múltiplos Emmys, foi o criador e produtor do lendário programa de comédia Saturday Night Live, um dos mais duradouros programas de entretenimento da história da televisão norte-americana.
Em 2007 a revista TIME considerou o SNL o número 1 na lista dos "100 maiores realitys shows de todos os tempos".

## Biografia
Michaels nasceu Lorne David Lipowitz em Toronto, Ontário, no Canadá, filho de Florence Becker e Henry Abraham Lipowitz, um peleiro. Era o mais velho dos filhos de Lipowitz. Tem uma irmã, Barbara Lipowitz, que atualmente reside em Toronto e um irmão, Mark Lipowitz, que morreu de um tumor cerebral. Michaels frequentou a Forest Hill Collegiate Institute, em Toronto e graduou-se na Universidade de Toronto, onde se formou em inglês, em 1966. Michaels começou sua carreira como escritor e radialista na CBC Radio. Michaels se mudou para Los Angeles, em 1968 para trabalhar como roteirista de Laugh-In e Phyllis Diller. Depois atuou em The Hart and Lorne Terrific Hour, uma série de comédia canadense exibida no início dos anos 1970. Em 1973, Michaels casou-se com Rosie Shuster, que mais tarde trabalharia como roteirista no Saturday Night Live. Rosie era filha de Frank Shuster, da famosa dupla de comediantes, Wayne and Shuster. Michaels e Shuster se divorciaram em 1980.

## Saturday Night Live
Em 1975, Michaels criou o programa de TV NBC's Saturday Night, que em 1977 mudou para Saturday Night Live. O programa, que é ao vivo em frente a uma platéia, logo estabeleceu uma reputação imprevisível. Tornou-se o veículo principal para as carreiras de alguns dos comediantes mais bem-sucedidos no mundo.
Originalmente, o produtor do programa, Michaels foi também roteirista e depois produtor executivo. Ocasionalmente aparece em cena, bem como, onde é conhecido por seu humor sem expressão. Ao longo de sua história, o SNL foi indicado para mais de 80 Emmys e ganhou 18. Trata-se de um dos mais duradouros programas de entretenimento da história da televisão norte-americana. Michaels renovou o SNL para inúmeras temporadas, exceto no início da década de 1980.
Sua filha, Sophie já apareceu em alguns episódios, um dos quais foi durante a 30ª temporada apresentada por Johnny Knoxville.
Michaels fez uma proposta de 3 mil dólares para reunir os Beatles em um show. Depois, aumentou a oferta para 3,2 mil dólares, mas o dinheiro nunca foi aceito. John Lennon e Paul McCartney tinham considerado a proposta mas estavam cansados demais para seguir até o estúdio. Este contratempo serviu de base para o telefilme Two of Us.
Teve relações combativas com muitos membros do elenco, e é geralmente retratado pela mídia e os espectadores de um chefe eficaz. Uma fonte dos conflitos é seu desdém bastante ativo de improvisação durante as apresentações do SNL, apesar da extensa experiência e treinamento em improvisos de comédia com muitos dos artistas do programa.

## Outros trabalhos
Michaels começou na Broadway Video em 1979, produzindo espetáculos, como Kids in the Hall.
Durante seu afastamento do SNL, Michaels criou outro show-sketch intitulado The New Show, que estreou nas noites de sexta-feira em horário nobre na NBC, em janeiro de 1984. Mas não obteve sucesso.
Nos anos 1980, Michaels apareceu em um especial da HBO intitulado The Canadian Conspiracy, sobre a suposta subversão dos Estados Unidos por personalidades canadenses na mídia, com Lorne Greene como líder da conspiração. Michaels foi visto como sucessor ungido para Greene.
Também foi produtor executivo de Late Night with Conan O'Brien na NBC, e da série de comédia 30 Rock.

## Prêmios e honrarias
Em 1999, Michaels foi introduzido na Television Academy Hall of Fame. Em 2002, Michaels foi condecorado com a Ordem do Canadá, por suas realizações em vida, e recebeu uma estrela na Calçada da Fama de Hollywood.
Em 2003, recebeu uma estrela na Calçada da Fama do Canadá.
Em 2004, foi premiado com o Mark Twain Prize for American Humor entregue pelo John F. Kennedy Center for the Performing Arts. Na cerimônia de premiação, Dan Aykroyd descreveu Michaels como "a principal voz satírica do país."
No Canadá, Michaels recebeu o Governor General's Award em 2006 por sua contribuição artística para a TV.
Em 2008, Michaels recebeu o Webby for Film & Video Lifetime Achievement.

## Na cultura popular

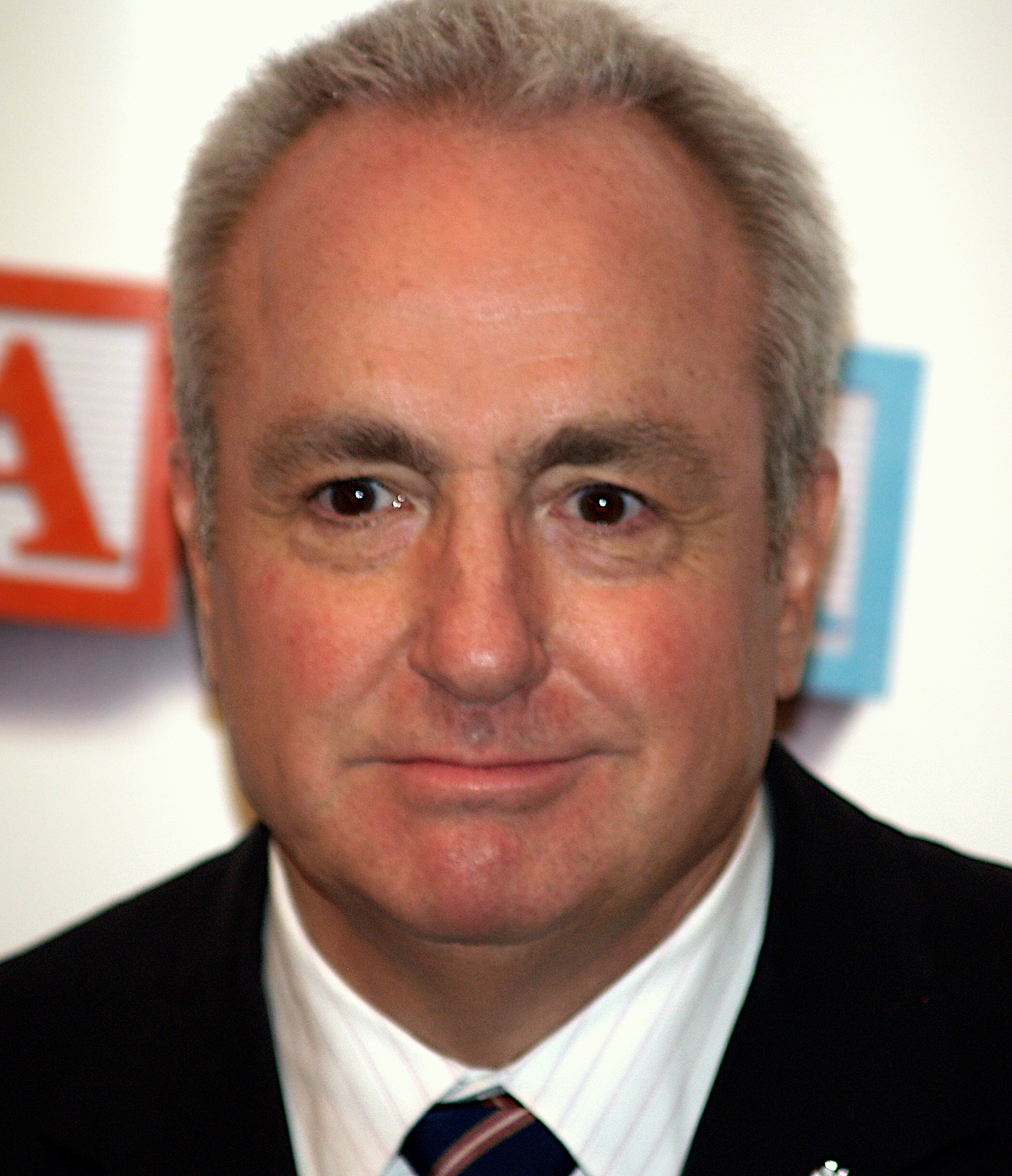
Lorne Michaels no TriBeCa Film Festival em 2008.

Dr. Evil, um personagem de Mike Myers em Austin Powers, foi rumorizado de que fosse baseado em Michaels. Myers negou os rumores, dizendo que os dois compartilham apenas voz.
Mark McKinney da equipe de The Kids in the Hall afirmou que seu personagem, Don Roritor, o presidente da Roritor Farmacêutica no filme Brain Candy, é baseado em Lorne Michaels.
Michaels foi interpretado por Ari Cohen, em 2002 no telefilme Gilda Radner: It's Always Something.
Também já foi mencionado em três episódios de Os Simpsons.
Em uma entrevista em 2008 para a Playboy, Tina Fey admitiu que o personagem Jack Donaghy de Alec Baldwin em 30 Rock é inspirado em Michaels. Em outra ocasião, Baldwin declarou que algumas de suas inspirações para viver Donaghy foi com base em Michaels.

## Vida pessoal
Michaels radicou-se nos EUA em 1987. Tem três filhos: Henry, Edward, e uma filha, Sophie. Foi casado três vezes, o primeiro com a escritora Rosie Shuster (1967-1980), depois com a modelo Susan Forristal (1984-1987) e, atualmente, a sua ex-assistente Alice Barry (1991). Lorne financiou as campanhas ao senado de Barack Obama, Chris Dodd, Sonny Landham e John McCain ao longo dos anos.

## Filmografia

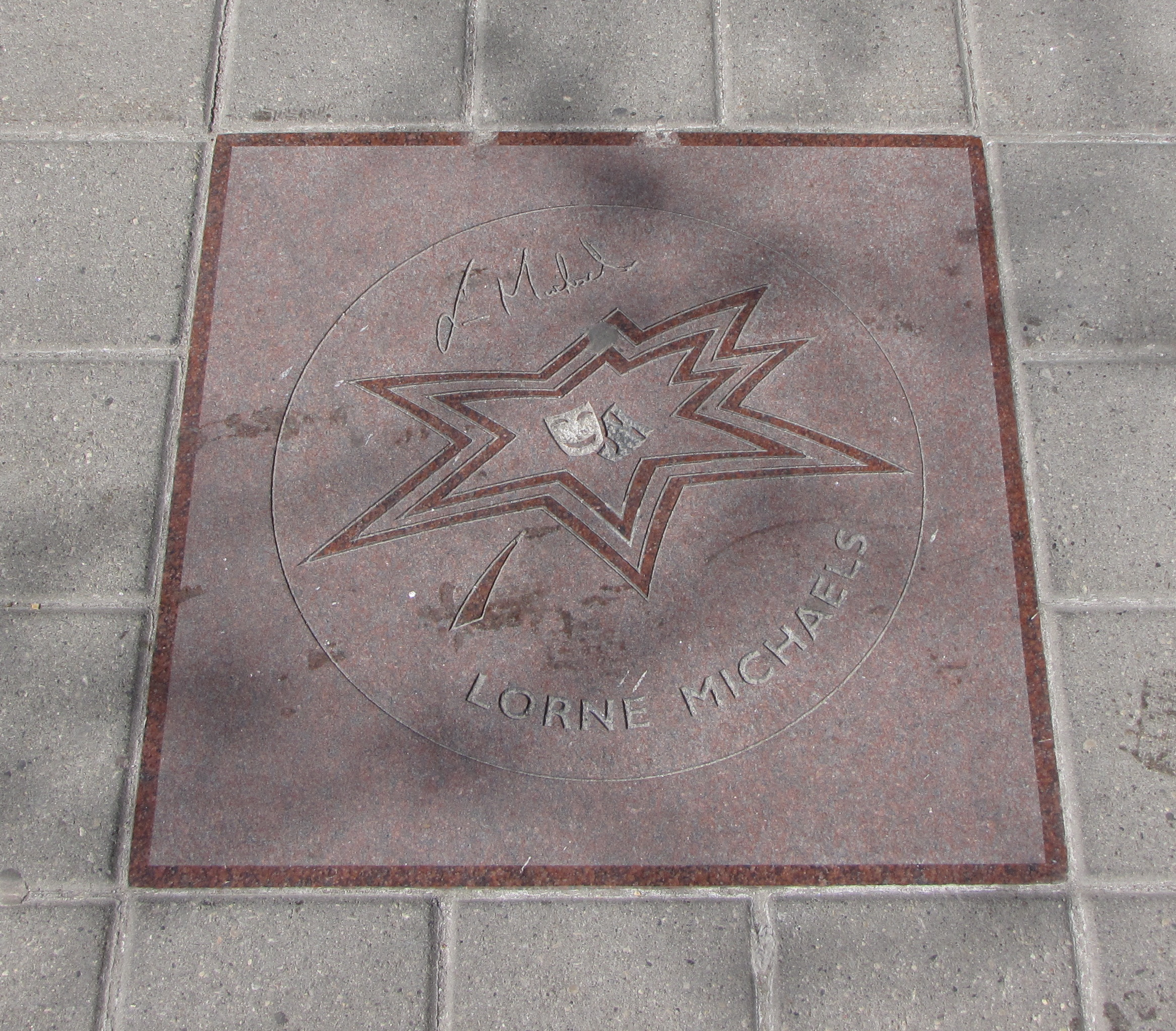
Estrela de Lorne Michaels na Calçada da Fama do Canadá.

- Gilda Live (1980) (roteirista e produtor)
- Nothing Lasts Forever (1984)
- Three Amigos (1986) (roteirista e produtor)
- Wayne's World (1992)
- Coneheads (1993)
- Wayne's World 2 (1993)
- Lassie (1994)
- Tommy Boy (1995)
- Stuart Saves His Family (1995)
- Black Sheep (1996)
- Kids in the Hall: Brain Candy (1996)
- A Night at the Roxbury (1998)
- Superstar (1999)
- Man on the Moon (1999) (não creditado)
- The Ladies Man (2000)
- Enigma (2001)
- Mean Girls (2004)
- Hot Rod (2007)
- Baby Mama (2008)
- MacGruber (2010)

## Trabalhos na televisão
- The Hart and Lorne Terrific Hour (1970–71) (roteirista e produtor)
- Saturday Night Live (1975–1980; 1985–presente) (criador e produtor executivo)
- All You Need Is Cash (ou "The Rutles") (1978) (produtor executivo)
- Mr. Mike's Mondo Video (1979) (produtor executivo)
- The New Show (1984) (produtor)
- Sunday Night (1988–1990) (produtor executivo)
- The Kids in the Hall (1989) (produtor executivo)
- Late Night with Conan O'Brien (1993–2009) (produtor executivo)
- The Rutles 2: Can't Buy Me Lunch (2002) (produtor executivo)
- The Colin Quinn Show (2002) (produtor executivo)
- Sons & Daughters (2006) (produtor)
- 30 Rock (2006–2013) (produtor executivo)
- Late Night with Jimmy Fallon (2009–2014) (produtor executivo)
- Late Night with Seth Meyers (2014 - atualmente) (produtor executivo)
- Portlandia (2011-presente) (produtor executivo)